# Jannik Pohl
Jannik Pohl (* 6. April 1996 in Hjørring) ist ein dänischer Fußballspieler, der beim AC Horsens unter Vertrag steht und momentan an Fram Reykjavík verliehen ist.

## Karriere

### Verein
Jannik Pohl hatte in seiner Jugend beim Hundelev Boldklub, GVL Løkken und Hjørring IF gespielt, ehe er in die Nachwuchsakademie des Partnervereins Aalborg BK wechselte. Am 1. April 2016 gab er beim 1:0-Heimsieg am 23. Spieltag der Superliga-Spielzeit 2015/16 gegen den FC Nordsjælland sein Profidebüt. In seiner ersten Saison kam er zu sieben Einsätzen (ein Tor) und belegte mit Aalborg BK den fünften Tabellenplatz. In der Saison 2016/17 schaffte Pohl mit der Mannschaft den Klassenerhalt. Eine Saison später belegte Pohl mit Aalborg BK sowohl in der regulären Saison als auch in der Meisterschaftsrunde den fünften Platz. Ende August 2018 wechselte Jannik Pohl in die Niederlande zum FC Groningen und unterschrieb einen Dreijahresvertrag. Von dort wurde er 2019 erst vom AC Horsens ausgeliehen und ein Jahr später fest verpflichtet. Dieser gab ihn dann zwei Jahre später selber leihweise an Erstligist Fram Reykjavík auf Island ab.

### Nationalmannschaft
Pohl kam zu drei Einsätzen für die dänische U-16-Nationalmannschaft, fünf für die U-17, zwei für die U-18-Nationalelf, 15 für die U-19 und vier für die U-20. Am 31. August 2017 spielte er beim 3:0-Sieg im EM-Qualifikationsspiel in Torshavn gegen die Färöer-Inseln zum ersten Mal für die dänische U-21-Nationalmannschaft.